# Rønland
Rønland är en halvö i Danmark. Den ligger i Lemvig Kommune och Region Mittjylland, i den nordvästra delen av landet. På Rønland finns ett industriområde.